# Людовик III де Блуа-Шатильон
Луи III де Шатильон (Louis III. de Châtillon) († 15.07.1391) — граф Дюнуа, сеньор де Роморантен. Последний представитель рода Блуа-Шатильон.
Единственный сын и наследник Ги II де Шатильона, графа де Блуа, и его жены Марии Намюрской. В 1381 г. получил от отца графство Дюнуа (Шатоден).
Женился в Бурже 29 марта 1386 года на Марии де Валуа, будущей герцогине Оверни, дочери беррийского герцога Жана де Валуа. Детей у них не было.
Луи III де Шатильон умер 15 июля 1391 года — еще при жизни отца. С его смертью пресеклась линия Шатильон-Блуа.
После его смерти Ги II продал графства Блуа и Дюнуа Людовику I Орлеанскому (за 200 тысяч ливров). Синьорию Шиме купили по частям Тибо де Морейль и герцог Филипп Бургундский.
Вдова Луи III де Шатильона Мария де Валуа 27 января 1392 года вышла замуж вторично — за Филиппа Артуа, графа д’Э, будущего коннетабля Франции.